# Eva Johnston
Eva Johnston (14 de mayo de 1865 - 30 de noviembre de 1941) fue una filóloga y erudita clásica estadounidense. Fue la primera mujer en recibir un doctorado de la Universidad de Königsberg y la segunda profesora en la Universidad de Misuri.

## Biografía
Johnston asistió a la escuela en Ashland, Misuri antes de continuar su educación en Stephens College en Columbia y luego en la Universidad de Misuri desde 1892. Trabajó como tutora de latín en la universidad antes de pasar un tiempo como profesora.

## Carrera
Desde 1899, estudió en la Universidad de Berlín. De 1901 a 1904 regresó a la Universidad de Misuri como profesora asistente de latín. Volvió a dejar Misuri, en 1904, para regresar a sus estudios de posgrado. Su investigación se centró en la comedia latina. En 1905 fue la primera en obtener un doctorado en la universidad de Königsberg. Su tesis se tituló "De sermone terentiano quaestiones duae".
Regresó a Misuri para enseñar latín. Se convirtió en asesora de mujeres entre 1912 y 1921, y en decana de mujeres desde 1922. En 1931 se convirtió en profesora titular de latín y se jubiló dos años después. En 1938 fue nombrada profesora emérita de latín.

## Muerte
Johnston falleció el 30 de noviembre de 1941. Está enterrada en el cementerio de la Iglesia Bautista New Salem en Ashland, Misuri. Un archivo de su correspondencia se encuentra en la Sociedad Histórica del Estado de Misuri. La Johnston Hall es una residencia universitaria en la Universidad de Misuri nombrada en su honor.